# Calligrapha philadelphica
Calligrapha philadelphica är en skalbaggsart som först beskrevs av Carl von Linné 1758.  Calligrapha philadelphica ingår i släktet Calligrapha och familjen bladbaggar. Inga underarter finns listade i Catalogue of Life.

## Bildgalleri

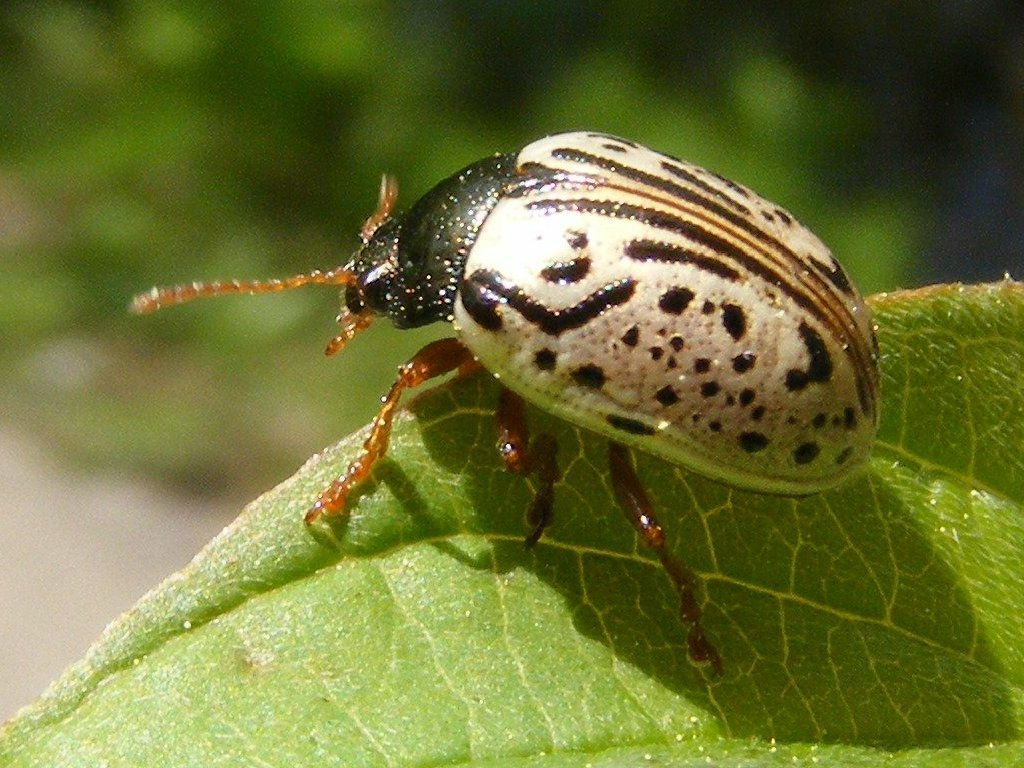
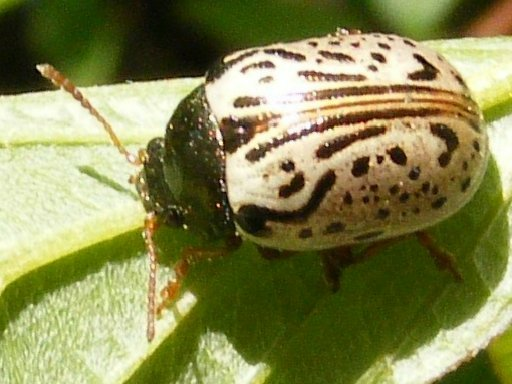
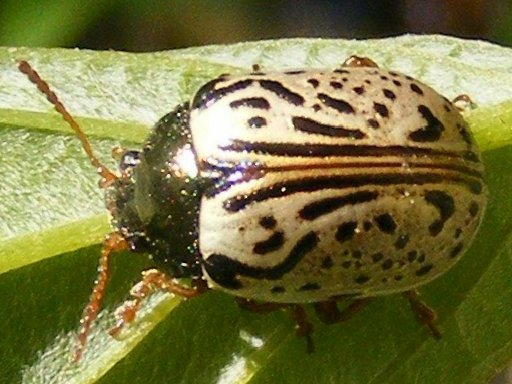
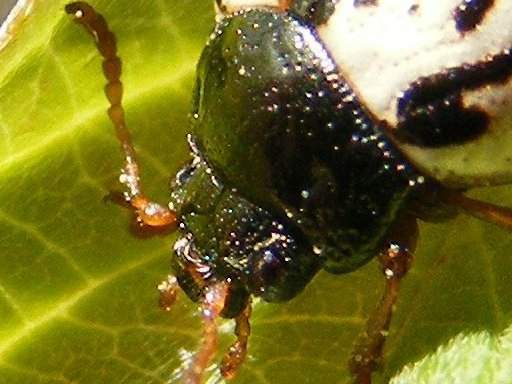